# 1re cérémonie des British Academy Film Awards
La 1re cérémonie des British Academy Film Awards, organisée par la British Academy of Film and Television Arts, s'est déroulée en 1948 et a récompensé les films sortis en 1947.

## Palmarès

### Meilleur film - toutes provenances
- Les Plus Belles Années de notre vie (The Best Years of Our Lives)

### Meilleur film britannique
- Huit Heures de sursis (Odd Man Out)

### Special Awards
- The World Is Rich – Paul Rotha •  Royaume-Uni